# رود برغان
رودخانه برغان ، رودخانه ای است که از کوه‌های برغان سرچشمه می‌گیرد و به رودخانه کردان می‌ریزد.  این رود در استان البرز ، در قسمت شمال غربی البرز ، در ۶۰ کیلومتری شمال غرب تهران ،  واقع شده است.